# Resolució 78 del Consell de Seguretat de les Nacions Unides
La Resolució 78 del Consell de Seguretat de les Nacions Unides, aprovada per unanimitat el 18 d'octubre de 1949, havent rebut i examinat les propostes contingudes en el document de treball sobre l'aplicació de la Resolució 192 de l'Assemblea General de les Nacions Unides, aprovada per la Comissió de les Nacions Unides sobre Armament Convencional, el Consell va demanar al Secretari General que transmeti aquestes propostes i els registres del debat sobre aquesta qüestió al Consell i la Comissió d'Armaments Convencionals a l'Assemblea General de les Nacions Unides.
La resolució va ser adoptada amb nou vots a favor i dues abstencions de l'RSS d'Ucraïna i la Unió Soviètica.